# Glochidion vitiense
Glochidion vitiense är en emblikaväxtart som först beskrevs av Johannes Müller Argoviensis, och fick sitt nu gällande namn av John Wynn Gillespie. Glochidion vitiense ingår i släktet Glochidion och familjen emblikaväxter.
Artens utbredningsområde är Fiji. Inga underarter finns listade i Catalogue of Life.